# Больница имени Джона Строгера-младшего округа Кук
Больница имени Джона Строгера-младшего округа Кук (ранее Больница округа Кук; англ. John H. Stroger Jr. Hospital of Cook County) — государственная больница в Чикаго, штат Иллинойс, США. Является частью системы здравоохранения и больниц округа Кук, наряду с больницей Провидент и несколькими связанными центрами, которые предоставляют государственные первичные, специализированные и третичные медицинские услуги жителям округа Кук, штат Иллинойс.
Больница округа Кук была основана в 1832 году и стала новаторской учебной больницей. В 2001—2002 годах она была перемещена в новые помещения, примыкающие к её историческому бозар-комплексу в Медицинском районе Иллинойса и переименована в честь президента правления больницы Джона Строгера-младшего.

## Объект и расположение
В Больнице имени Джона Строгера работают более 300 лечащих врачей и более 400 стипендиатов и резидентов. Она имеет площадь 110 000 м2 и 464 койки. Больница располагается по адресу Харрисон-стрит 1901 и является частью Медицинского района Иллинойса площадью 1,2 км2 в Уэст-Сайде Чикаго, являющимся одним из крупнейших сосредоточений медицинских учреждений в мире.

## История
Больница округа Кук, открывшаяся в 1857 году, использовалась как Медицинский колледж Раша в качестве учебного госпиталя. Во время Гражданской войны колледж был преобразован в армейский госпиталь. По окончании войны госпиталь продолжил работать в качестве центра медицинского образования, где в 1866 году была основана первая медицинская интернатура в стране.
К 1900-м годам больницей руководили хирурги и врачи из Чикаго, предлагавшие добровольно свои услуги в больнице, которая была перестроена в 1916 году. Считавшаяся одной из величайших учебных больниц в мире, многие интерны, резиденты и дипломированные врачи приезжали посмотреть на её достижения медицины и хирургии. Нововведения включали первый в мире банк крови и хирургическую фиксацию переломов.

## В массовой культуре
Больница общего профиля округа, вымышленная больница, которая служила местом действия сериальной медицинской драмы NBC «Скорая помощь», была частично основана на больнице округа Кук; в первом эпизоде во время когнитивного теста пациент называет больницу «Генералом округа Кук». Больница округа Кук также показана в фильме 1993 года «Беглец».
Документальный фильм «Я называю это убийством», показанный в телешоу BBC «Живой человек» в 1979 году, рассказывал о проблемах, с которыми сталкивается персонал больницы округа Кук. На тот момент госпиталь был одним из немногих бесплатных госпиталей в США.
В 1996 году Диана, принцесса Уэльская, посетила пациентов и врачей в отделении СПИДа и травматологическом центре во время тура по Чикаго.